# Bramsnæs
Bramsnæs é um município da Dinamarca, localizado na região oriental, no condado de Roskilde.
O município tem uma área de 80 km² e uma  população de 9 391 habitantes, segundo o censo de 2005.